# Sân bay quốc tế Leeds Bradford
Sân bay quốc tế Leeds Bradford (mã sân bay IATA: LBA, mã sân bay ICAO: EGNM) là một sân bay nằm ở Yeadon, tại quận đô thị thành phố Leeds ở Tây Yorkshire, Anh, cự ly 6 hải lý (11 km; 6,9 dặm Anh) về phía tây bắc trung tâm thành phố Leeds. Sân bay được khai trương vào tháng 10 năm 1931 với tên Yeadon Aerodrome, Nó phục vụ các thành phố Leeds và Bradford, cũng như các khu vực Yorkshire rộng hơn bao gồm các thành phố York và Wakefield,
Sân bay đã được bán cho Bridgepoint Capital vào năm 2007 Sân bay này có các chuyến bay đến nhiều thành phố khác như London, Edinburgh, Dublin, Paris, Amsterdam, Brussels, Rome, Milan, Madrid, Barcelona và Praha. Năm 2012, đây là sân bay bận rộn thứ 16 Anh quốc. Năm 2013 sân bay này phục vụ 3,3 triệu lượt khách.